# Église Sainte-Marie de Moscopole

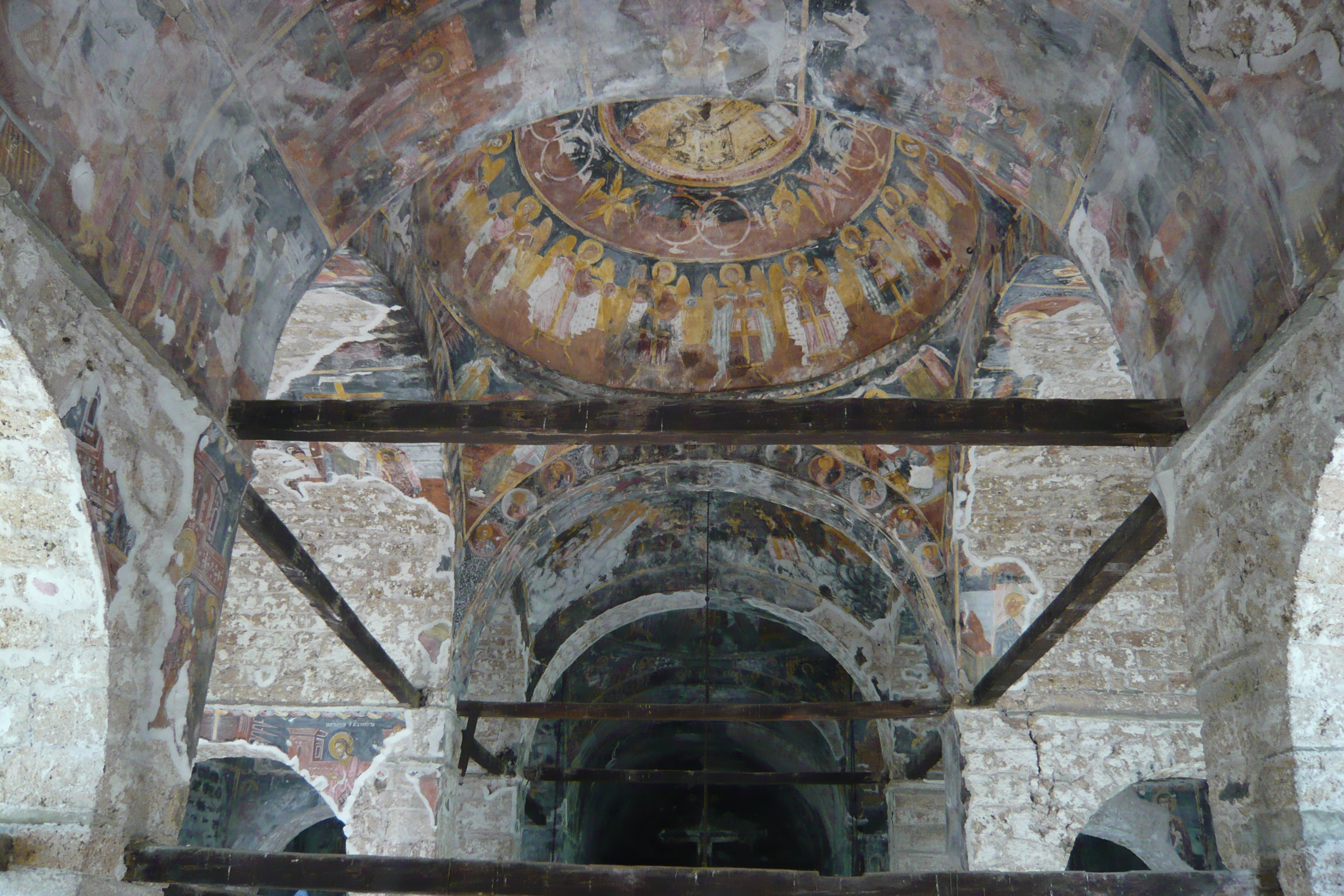
L'intérieur des décorations de l'église Sainte-Marie

L'église Sainte-Marie ou église de la Dormition-de-la-Sainte-Vierge, est une église orthodoxe située à Moscopole, en Albanie. Probablement construite entre 1694 et 1699 et décorée en 1712, elle est protégée au titre des Monuments culturels d'Albanie,.